# ادموند ديك تايلور
ادموند ديك تايلور (بالإنجليزية: Edmund Dick Taylor)‏ (و. 1804 – 1891 م) هو سياسي من الولايات المتحدة الأمريكية .